# Конфракур
Конфракур (фр. Confracourt) је насељено место у Француској у региону Франш-Конте, у департману Горња Саона.
По подацима из 2011. године у општини је живело 219 становника, а густина насељености је износила 11,12 становника/km².

## Демографија
| 1962. | 1968. | 1975. | 1982. | 1990. | 2011. |
| ----- | ----- | ----- | ----- | ----- | ----- |
| 238   | 207   | 154   | 163   | 147   | 219   |